# Bibliothèque et musée de la Gourmandise
Créés par l'association sans but lucratif La Rawète, gérés par une petite équipe de bénévoles, la bibliothèque et le musée de la Gourmandise sont situés à Hermalle-sous-Huy en Belgique et sont consacrés à l'histoire de la gastronomie.
L'ASBL est membre de Musées et Société en Wallonie.

## Bibliothèque

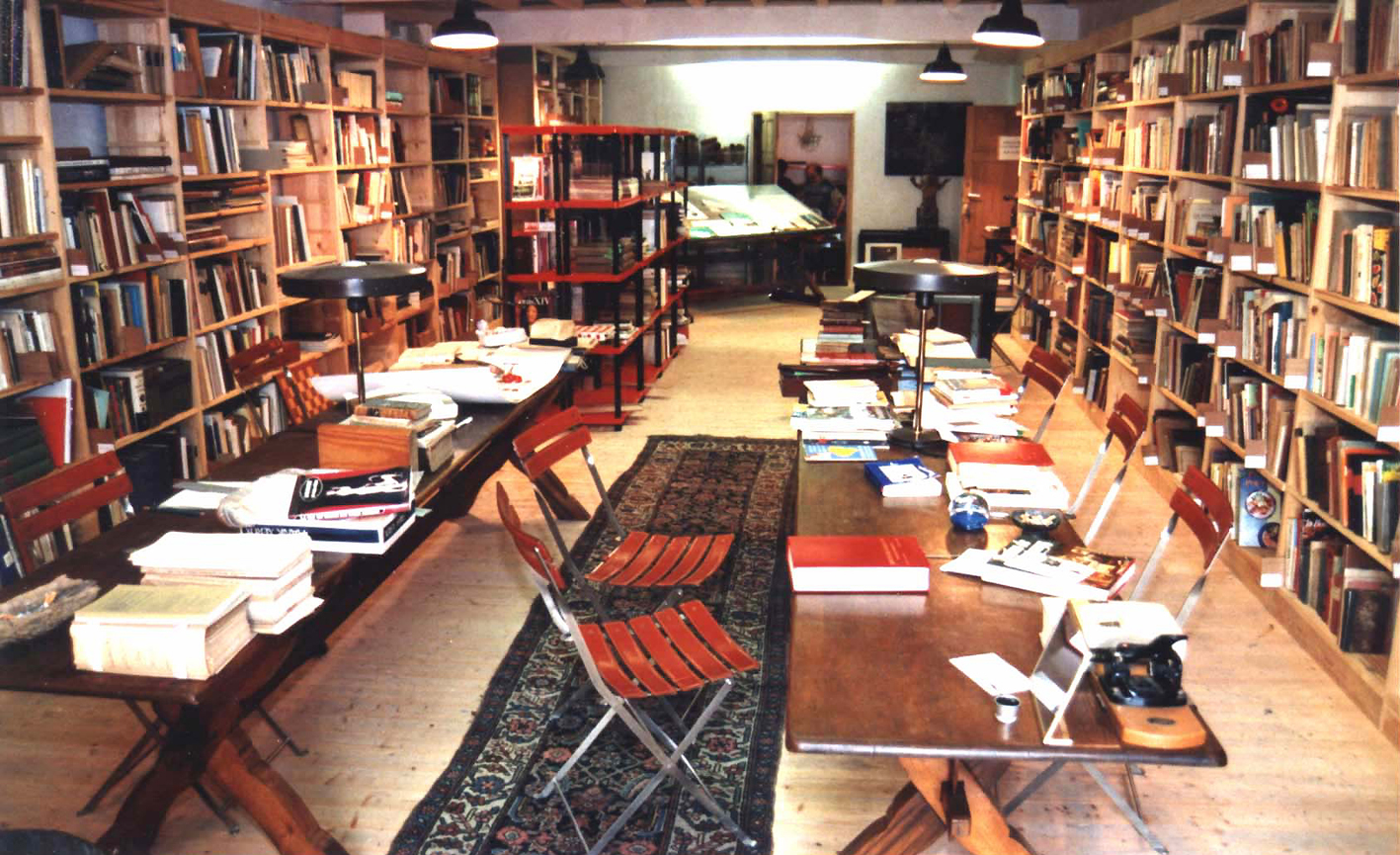
Salle de lecture en 2003.

Elle représente la plus importante collection de livres de gastronomie de Belgique et l'une des vingt plus grandes d'Europe.
Les livres, majoritairement anciens, traitent de l'alimentation, des arts de la table et du tabac, principalement en Europe et particulièrement en Belgique. Ils sont classés par thèmes : bibliographies (dont celle de Georges Vicaire), histoire, biographies, réceptaires (livres de recettes), cuisine religieuse, cuisine des enfants, diététique, végétarisme, végétalisme, économie domestique, sociologie, chimie alimentaire, publicités, iconographie, littérature, musique, etc.
La bibliothèque compte plus de 20 000 volumes auxquels s'ajoutent plusieurs milliers de documents (menus, étiquettes, revues, etc.). L'encodage informatique des livres est en cours.
La bibliothèque possède également d'autres fonds :
- histoire de l'art et archéologie (quelque 2 500 livres) ;
- danse et chorégraphie (2 000 livres) ;
- archives locales et dialectales ;
- histoire de la Poste et de l'écriture (fonds créé en 2004 avec le Musée Postes restantes situé dans le même bâtiment).

Les ouvrages sont consultables sur demande écrite et rendez-vous, étant donné le bénévolat des bibliothécaires.

## Musée

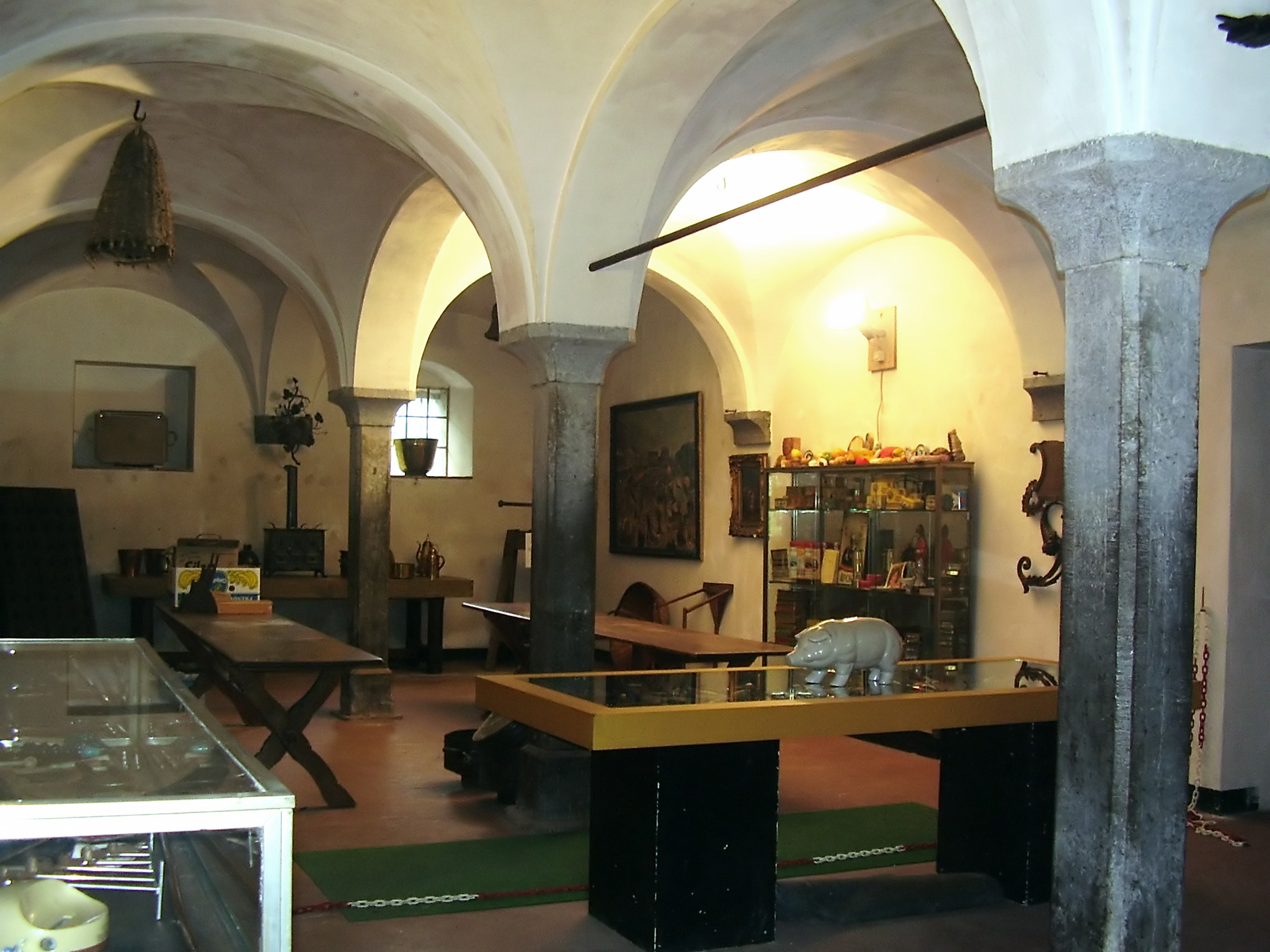
Une salle du musée.

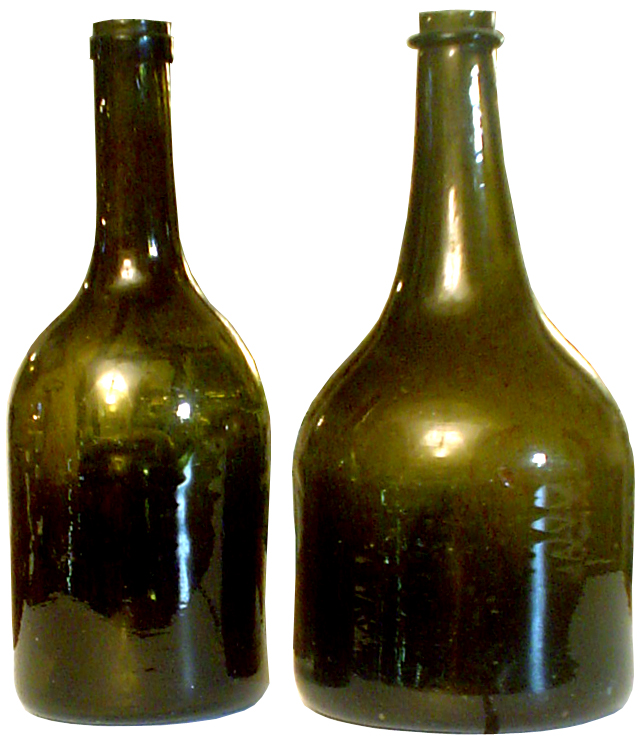
Deux bouteilles à vin de Meuse, dites voleuses, XVIIIe siècle, au musée.

Objets authentiques de gastronomie, matériel du feu du XVe au XIXe siècle, tableaux originaux (dont Le Christ chez Marthe et Marie de Joos Goemare, vers 1600), meubles, objets de maitrise et de curiosité relatifs à l'histoire de la cuisine et de l'alimentation sont disposés dans des salles du XVIIe siècle couvertes de voutes d'arêtes.
Les visites sont toujours guidées : les visiteurs sont accompagnés d'un guide qui explique, de façon attrayante et humoristique, l'histoire de la cuisine en tenant compte de ses interlocuteurs. Les enfants, les personnes âgées, les personnes à mobilité réduite, les malvoyants, les handicapés mentaux légers y trouvent donc un accueil adapté. Les efforts de l'ASBL en matière d'accessibilité ont été récompensés le 26 janvier 2010 par le prix Cap48 de l'entreprise citoyenne 2009.

## Expositions
Bibliothèque et musée organisent également des expositions temporaires in situ, participent à d'importantes manifestations culturelles (comme « Made in Belgium » à Bruxelles), et collaborent avec d'autres musées ou institutions de recherche.

## Activités annexes
Depuis 2002, l'association sans but lucratif organise des balades guidées pour la découverte d'un patrimoine gastronomique particulier : les plantes sauvages comestibles. Sont organisées également des rencontres découvertes sur divers thèmes gastronomiques.
D'autre part, la taverne des musées propose des mets réalisés en fonction de recettes issues de la bibliothèque, mettant ainsi à la portée du public une cuisine historique et régionale.

## Sites d'activité
Bibliothèque et musée sont installés dans la ferme castrale de Hermalle-sous-Huy (dans l'entité administrative de Engis), ancienne ferme du château contigu.  Les bâtiments, qui datent des XVIIe et XIXe siècles, peuvent faire l'objet d'une visite guidée pour des groupes de visiteurs.
Le site web offre, outre agenda et informations touristiques, des articles de fond sur des sujets particuliers de gastronomie.